# La duchessa di Leyra
La duchessa di Leyra è un romanzo incompleto di Giovanni Verga, del quale ci rimangono il primo capitolo e un brevissimo frammento del secondo pubblicati entrambi nel 1922 a cura di Federico De Roberto, amico dell'autore.

## Storia
Il romanzo doveva essere il terzo di una serie di cinque romanzi denominata il Ciclo dei Vinti; nelle carte di Verga compare anche il titolo alternativo di La duchessa delle Gargantas. Le ragioni che portarono Verga a non completare la stesura del ciclo furono con tutta probabilità editoriali, letterarie e stilistiche. Innanzi tutto negli anni novanta del 1800 si era affermata una generazione di giovani autori, tra i quali Fogazzaro e D'Annunzio, che incontrava il favore del pubblico con storie assai distanti dal mondo verista; l'artificio della regressione, poi, con cui Verga era riuscito a descrivere oggettivamente il mondo umile de I Malavoglia e quello borghese di Mastro-don Gesualdo, era inadatto a rappresentare la psicologia complessa delle classi aristocratiche. Inoltre la critica più recente ha ipotizzato che Verga, trovandosi davanti a figure come l'onorevole Scipioni e l'uomo di lusso, dovesse andare a trattare di persone appartenenti a classi sociali elevate e, quindi, il rischio maggiore era quello di mettersi in cattiva luce rischiando ripercussioni da parte della critica a lui contemporanea.

## Trama
La duchessa che dà il titolo al romanzo è Isabella Motta-Trao, figlia di Gesualdo Motta e di Bianca Trao, che ha sposato il duca di Leyra dopo una contrastata relazione, nel corso di Mastro-don Gesualdo, col cugino Corrado La Gurna.